# Tony Alva
Tony Alva (Santa Mônica (Califórnia), 2 de setembro de 1957) é um dos originais Z-Boys e considerado um dos mais influentes skatistas de todos os tempos.
Tony Alva nasceu nos Estados Unidos e vinha de uma família de imigrantes Mexicanos. Começou Surfar e andar de Skate em 1968, com 11 anos de idade.
O nível de agressividade que ele andava de skate estava em contraste com o estilo das manobras dos mais tradicionais skatistas. Alva e os Z-Boys são considerados os primeiros a andarem em piscinas vazias. Estilo que hoje faz faz parte inclusive de competições oficiais do Skate profissional. Segundo Jay Adams, eles não são os primeiros. Jay diz que outros skatistas já faziam isso nos 60, mas que eles são um dos primeiro, e talvez graças a eles tal estilo tem se popularizado.
Alva é o responsável pela primeira manobra de aéreo gravada: frontside air.  Esse foi o momento marcante em que o skate deixou de ser o surf nas ruas e virou um novo esporte. O Skate não teria sobrevivido sem essa invenção que o fez progredir. Alva é o protagonista do documentário gravado em Venice Beach sobre a cultura do skate: Dogtown and Z-Boys que foi transformado em ficção no filme Reis de Dogtown.
Com 19 anos, Alva criou sua própria companhia de skate, batizada de Alva Skates.
Tony Alva recentemente assinou um contrato de 3 anos com os sapatos Vans e é patrocinado pela Independent Trucks. Ele inclusive tem um relógio com seu nome feito pela Vestal.
Tony também tocou baixo na banda The Skoundrelz, que tinha os ex-Suicidal Tendencies Mike Dunnigan e Mike Ball como o ex-membro do Wasted Youth Dave Hurricane.

## Histórico de Competições
- 1° em 1975 Hang Ten World Contest (Los Angeles): corrida de obstáculos.
- 1° em 1976 California Free Former World Professional Skateboard Championships (California): pulo sobre barrils (17 barris).

## Livros
- Dog Town - The Legend of The Z-Boys
- Fuck You Heroes (Photographs 1976-1991)
- The Concrete Wave

## Musicá
Em Julho de 2023 a banda do Alva, His Eyes Have Fangs, participou no evento Surf Skate Roots Rock em Los Angeles.